# 奥斯卡布雷萨尼
奥斯卡布雷萨尼是巴西圣保罗州的一个市镇。总面积221.429平方公里，总人口2567人，人口密度11.6人/平方公里。